# فيلابوتزو
فيلابوتزو، (بالإنجليزية: Villaputzu)‏، (سردينيا: Bidda de Putzi أو Biddeputzi)، هي بلدية في مقاطعة جنوب سردينيا، في المنطقة الإيطالية وجزيرة سردينيا، وتقع على بعد حوالي 45 كيلومترًا (28 ميلًا) شمال شرق عاصمة سردينيا كالياري. يقع في سهل قصير عند مصب نهر فلوميندوسا، بجانب تل سارابوس.

## السكان
في سنة 1861 بلغ عدد السكان 2٬402 نسمة، وتطور العدد ليصل في سنة 2011 لـ 4٬836 نسمة.
يظهر هذا المخطط البياني تطور النمو السكاني لـ فيلابوتزو